# Salix nepalensis
Salix nepalensis är en videväxtart som beskrevs av Koji Yonekura. Salix nepalensis ingår i släktet viden, och familjen videväxter. Inga underarter finns listade i Catalogue of Life.